# Mark St. John
Mark Leslie Norton (7. februar 1956 - 5. april 2007), bedre kendt som Mark St. John, var en amerikansk guitarist, der især var kendt for sin korte stint med rockebandet Kiss fra april til november 1984. Hans arbejde kan høres på bandets album Animalize fra 1984. St. John døde pludselig under uklare omstændigheder i begyndelsen af april 2007, flere måneder efter at have været tævet under et kortvarigt ophold i et fængsel i Orange County, Californien.